# Ambasada Argentyny przy Stolicy Apostolskiej
Ambasada Republiki Argentyńskiej przy Stolicy Apostolskiej – misja dyplomatyczna Republiki Argentyńskiej przy Stolicy Apostolskiej. Ambasada mieści się w Rzymie, w pobliżu Watykanu.
Ambasador Argentyny przy Stolicy Apostolskiej akredytowany jest również przy Zakonie Kawalerów Maltańskich.

## Historia
Argentyna nawiązała stosunki dyplomatyczne ze Stolicą Apostolską w 1857. W tym też roku prezydent Argentyny Justo José de Urquiza wysłał na dwór Piusa IX Juana Bautiste Alberdiego w randzie posła nadzwyczajnego i ministra pełnomocnego, który został pierwszym reprezentantem tego państwa przy papieżu.